# ウィリアム・パターソン (法律家)
ウィリアム・パターソン（英: William Paterson, 1745年12月24日 - 1806年9月9日）は、アメリカ合衆国ニュージャージーの政治家であり、アメリカ合衆国憲法の署名者であり、アメリカ合衆国最高裁判所の陪席判事を務めた。ニュージャージー州の第2代州知事を1790年から1793年まで務めた。
ウィリアム・パターソンは1745年12月24日にアイルランド王国のアントリム県で生まれ、2歳のときに後のアメリカ合衆国に移住し、14歳のときにニュージャージー大学（後のプリンストン大学）に入った。卒業後、著名な弁護士リチャード・ストックトンと共に法律を学び、1768年に法廷弁護士として認められた。
パターソンはアメリカの独立を声に出して支持する者になった。サマセット郡の代表としてニュージャージー邦の最初の議会議員を3期務め、この間に書記官として1776年のニュージャージー憲法を記録した。
アメリカ独立宣言の後、ニュージャージー邦の初代検事総長に指名されて1776年から1783年まで務め、法と秩序を維持し、邦内の最も傑出した法律家の一人としての地位を確立した。フィラデルフィアで開催されたアメリカ合衆国憲法制定会議に派遣され、各邦から等しい代議員数を出す一院制議会というニュージャージー案を提案した。大妥協（二院制、上院は各邦に等しい代議員数、下院は人口に比例した代議員数）が成立し、憲法に署名された。
その後、ニュージャージー州知事とニュージャージー州上院議員を務め、州の法体系全般の改定と法典化を監督した。ジョージ・ワシントンによって1793年にアメリカ合衆国最高裁判所の陪席判事に指名され、これを死ぬまで務めた。パターソンは1803年にニュージャージーで巡回裁判を務めているときに馬車の事故に遭い、これが引き摺って1806年9月9日に死去。60歳。ニューヨーク州オールバニのオールバニ地方墓地に埋葬されている。
ニュージャージー州パターソンとウィリアム・パターソン大学は彼にちなんで名付けられた。